# Залужний (селище)
Залужний — селище в Октябрському районі Ростовської області. Входить до складу Керчицького сільського поселення.

## Географія

### Вулиці
- вул. 40 років,
- вул. Балкова,
- вул. Данілова,
- вул. Молодіжна,
- вул. Садова,
- вул. Совєтська,
- вул. Шкільна,
- пров. Поштовий.

## Населення
Чисельність населення станом на 2010 рік становила 325 осіб.